# Bill Robinzine
William Clintard Robinzine, detto Bill (Chicago, 20 gennaio 1953 – Kansas City, 16 settembre 1982), è stato un cestista statunitense, professionista nella NBA.

## Carriera
Venne selezionato dai Kansas City Kings al primo giro del Draft NBA 1975 (10ª scelta assoluta).
È ricordato per la partita del 13 novembre 1979 contro i Philadelphia 76ers, durante la sua militanza nei Kansas City Kings.
Durante il match, fu investito dai frammenti causati dalla rottura del tabellone in cristallo da parte di Darryl Dawkins. Il nome che Dawkins diede alla schiacciata, includeva anche Robinzine che fuggiva: "The Chocolate-Thunder-Flying, Robinzine-Crying, Teeth-Shaking, Glass-Breaking, Rump-Roasting, Bun-Toasting, Wham-Bam, Glass-Breaker-I-Am-Jam".
Nel settembre 1982, Robinzine si suicidò nella sua auto per avvelenamento da monossido di carbonio in un deposito a Kansas City, nel Missouri. Al momento del decesso, nessuna squadra NBA lo aveva tra le proprie file.